# Aysha brevimana
Aysha brevimana är en spindelart som först beskrevs av Carl Ludwig Koch 1839.  Aysha brevimana ingår i släktet Aysha och familjen spökspindlar. Inga underarter finns listade.